# Vít Vomáčka (cestovatel)
Vít Vomáčka (* 11. března 1991 Most) je český cestovatel, youtuber a výherce (s Lucií Ragasovou) třetího ročníku soutěže Mistrovství republiky v autostopu.
Publikuje na Herohero pod jménem Vítkův Cestopiss, kde dokumentuje svou cestu po Karibiku a Jižní Americe. Procestoval více než osmdesát zemí. Pořádá projekce, kde zachycuje každodennost navštívených zemí.

## Život
Vít Vomáčka se narodil 11. března 1991 v Mostě. Studoval magisterský studijní program Zahradnické inženýrství (obor zahradnictví) na Zahradnické fakultě Mendelovy univerzity v Brně. V roce 2016 ukončil studium obhajobou diplomové práce Vliv skladování na změny obsahových látek konopí.
S „objevováním“ začal ve skautu. V mládí cestoval s rodiči po České republice i Evropě. Během studia na vysoké škole začal cestovat autostopem po levných destinacích v Turecku nebo na Balkáně. Po ukončení studia vycestoval do Dominikánské republiky a putoval dva roky po zemích Jižní Ameriky a Karibiku. Například strávil pět měsíců ve Venezuele sužované občanskými nepokoji. Na svých cestách chodí v crocsech.
Svůj kanál na YouTube založil v únoru 2016. Původní záměr nebyl vydělávat videi peníze. Postupně začal vytvářet deník s informacemi. Zjistil, že videa mohou ostatní pobavit nebo inspirovat při cestování. Natočená videa zobrazují blízký kontakt s domorodným obyvatelstvem i dobrodružství, ale nechybí ani cynický humor a nadsázka. Ohlasy má často kontroverzní. Podle svých slov je otevřený všemu, co se vymyká normě.
Angažuje se ve spolku Česko-Slovenská asociace za Kratom z. s, který se věnuje problematice psychomodulačních látek.
V roce 2023 podnikl cestu z Ománu do Indie. Strávil jednadvacet dní na Aljašce. Prošel Darién – pás tropického deštného pralesa a bažin na hranicích Kolumbie a Panamy. V rámci svých projektů uspořádal expedici Fiatem 126 ze středočeské obce Pičín do estonského města Kunda.